# Pohod kralja Vladislava II. na Lovru Iločkog
Pohod kralja Vladislava II. na Lovru Iločkog bio je ratni pohod hrvatsko-ugarskog kralja Vladislava II. na neposlušnog i osiljenog hercega Lovru Iločkog. 
Pohod je trajao od listopada 1494. do kraja godine.

## Uvodne okolnosti
Okolnosti koje su mu prethodile bile su višegodišnji turski nasrtaji kojima nesposobni i slabi hrvatsko-ugarski kralj Vladislav II. nije bio sposoban othrvati se. Zbog toga je bio iznimno neomiljen među vlastelom, jer su brojni plemići čiji su posjedi bili blizu granice, ali i dublje, ostali nezaštićeni. 
S druge strane, Vladislavova slabost bila je mamac ojačalim velikašima koji su vidjeli prigodu za mogući put do prijestolja. 
Pohod iz 1494. kad su Turci kod Mitrovice prešli Savu rezultirao je odvođenjem 7000 zarobljenika iz požeškog, samoborskog i zagorskog kraja. Uz to, kralj nije rješavao turske upade, nego je zbog svog egoizma još udarao na velikaše koji ga nisu uzdizali. 
Herceg Lovro Iločki, sin bivšeg bosanskog kralja Nikole uopće nije mario za ovog kralja. Toliko ga nije poštivao da Vladislava II. nije smatrao kraljem, nego volom. Uz to, Lovro je bio moćni velikaš koji se je na svojim velikim posjedima Imajući u Hrvatskoj između Save i Drave ponašao kao neodvisan vladar.
Osim Lovre Iločkog, još neki velikaši nisu poštivali kralja. Nadalje, Lovro nije mrzio samog kralja, nego i njegove pristaše: hrvatske i ugarske biskupe te svoje susjede velikaše (Gereb, Banić, Dragić). Kraljeve je pristaše uznemiravao, posebice kaločkog i pečuškog biskupa.
Onda su protivnici Lovre Iločkog pustili opaku glasinu kralju Vladislavu II. kojom su Lovru Iločkog optužili da je šurovao s Turcima te da je on bio taj koji je potakao Osmanlije na pohod u istočnu Hrvatsku 1494. godine.
Stoga je udrio na Lovru Iločkog. No to nije tako isprve izgledalo. Kralj je unatoč velikim financijskim problemima u ugroženim krajevima uspio skupiti novac i vojsku. Koncem listopada 1494. došao je pod Petrovaradin. No umjesto udariti na Turke, opsjeo je Ilok, glavni grad Lovre Iločkog.

## Tijek pohoda
Tako se umjesto udariti na Turke, unutarnjim je trvenjima slabio kraljevstvo, ignoriravši traženja palatina Stjepana Zapolje, koji je iako je bio osoba koja nije trpila kralja, u svom tom ludilu vidio da je bolje da se izmire, da Lovru Iločkog pozove na sud, pa da se okrenu prema pravom neprijatelju.
Kraljevu je vojsku vodio slavonski velikaš Bartol Dragić, nasljednik erdeljskog vojvode Stjepana Batora od 1493. godine. Sam je kralj 17. studenoga došao iz Petrovaradina u Bač radi praćenja opsade grada Iloka. Opsadu je vodio Bartol Dragić. 
Palatin je pozivao kralja neka se na sudu rješava s Lovrom. Udovica Nikole Iločkog, Lovrina mati, došla je kralju moliti za milost. Sve je bilo neuspješno. Opsada je potrajala do 21. prosinca 1494. godine kad se predao. Kralj je ušavši u Ilok našao veliki plijen: 3000 vedara vina, 300 skupocjenih haljina, te mnogo zlatnih i srebrnih posuda.
Početkom 1495. godine kralj je otišao iz Iloka s cijelom dvorskom svitom u Valpovo, gdje je boravio kod još jednog neprijatelja Lovre Iločkog, Petra Gereba, koji je upravo bio postavljen na mjesto vrhovnog sudca (judex curiae regiae). 
Dotle su gradovi Lovre Iločkog padali jedan za drugim. Mitrovicu je zauzeo srpski despot Đurađ Branković, vojvoda Mezerički Sotin kod Vukovara, kraljev domaćin Petar Gereb gradove Gorjan i Cernu. 
Kralj je potom otišao kod drugog Lovrinog neprijatelja. Otišao je 1. veljače 1495. u Viroviticu. Ondje ga je ugostio Nikola Banić. Gradovi Lovre Iločkog padali su i dalje. Petar Gereb je osvojio Bukovicu i Drenovac. Na red su došli i Lovrini posjedi u Ugarskoj. Bartol Dragić zauzeo je Kapošvar. 
Cijelo je vrijeme kraljevog pohoda herceg se je bio sklonio u svoju utvrdu Ružicu grad[podatak s članka o Lovri Iločkom, nema citirane literature] te poslije u svom Novom Gradu (nje. Güssingu) u zapadnoj Ugarskoj. Kralj je na nj sad poslao temeškoga kapetana Josipa Soma. Matej Toth morao je zauzeti hercegov kaštel Grbonog (današnji Kloštar kod Pitomače). 
Palatin Stjepan Zapolja pokušao je opet umilostiviti kralja, no Vladislav II. kojeg su ponijeli uspjesi nije nimalo bio u milostivom raspoloženju, nego je najavio da će nemilice izmrcvariti i hercega i sve svoje neprijatelje.
Tijekom ovog pohoda kralj je sazvao hrvatski sabor. Hrvatski su staleži odlučili organizirati neku vrstu svog "domobranstva". Snage koje će organizirati činit će domaće konjaništvo snage 10.000 konjanika. Te su snage trebale biti osiguranje Hrvatskoj od novih turskih udara. Hrvatski su staleži također htjeli bivšeg hercega Ivaniša Korvina za "bana Dalmacije, Hrvatske i Slavonije" umjesto Ladislav Kaniškog, a kralj im je to uslišio. 
Ožujka 1495. kralj je otišao u Pečuh kod biskupa Žigmunda Ernušta (ujedno i kraljeva blagajnika) kojeg je herceg Lovro uznemiravao. Za to je vrijeme pohod na hercegove posjede trajao i dalje. Lovro Iločki je izgubio skoro sve svoje posjede. Na redu je bila Orahovica, "nepredobitan grad".

## Diplomatska inicijativa i kraj pohoda
U međuvremenu unutarnje su se prilike okrenule u korist hercega Lovre Iločkog. Ugarski velikaši koji su se bojali kraljeva udara, stali su zagovarati stvar Lovre Iločkog kod kralja. I međunarodne okolnosti su se promijenile. Za njega se je zauzeo i austrijski car Maksimilijan I. Kraljev je bijes vremenom popustio, pa je to Lovro Iločki iskoristio i došao u Pečuh. Da bi se izvukao, Lovro je okrivio vranskoga priora Bartola Berislavića. Kralj je to prihvatio te oprostio Lovri Iločkom. 
Spor je kasnije do kraja izglađen na Državnom vijeću u Pešti, pa su mu 1496. vraćeni svi posjedi, uz uvjet da oni nakon njegove smrti, ne bude li imao muških potomaka, pripadnu kralju.[podatak s članka o Lovri Iločkom, no nema citirane literature]
Ovaj je pohod koji se je poduzeo u krivom trenutku, dok su turske upadice bile redovita godišnja stvar dodatno oslabio državu. 
Kralj je uvidio da neće moći braniti državu od Osmanlija te je s njima, dok je boravio u Pečuhu, dogovorio trogodišnje primirje.